# Arque (mitologia)
|  | No s'ha de confondre amb Arque (filosofia). |

Arque(grec antic: Ἀρχή Arkhé; llatí: Archē, es), en la religió grega antiga, va ser la musa dels orígens i inicis. Va ser una de les primeres muses (beòcies) identificades. Més tard, van ser nomenades nou muses diferents que es van conèixer com a les Muses Olímpiques, filles de Zeus i Mnemòsine, que són més habituals en les descripcions clàssiques de les muses. S'esmenta a La naturalesa dels déus de Ciceró junt amb les seves germanes Telxíone, Aede i Mèlete.